# Eduardo Niño
Eduardo Niño García (Bogotá, 8 de junho de 1967) é um ex-futebolista colombiano que atuava como goleiro. 

## Carreira
Eduardo Niño fez parte do elenco da Seleção Colombiana de Futebol na Copa do Mundo de 1990.